# Christian Schnug

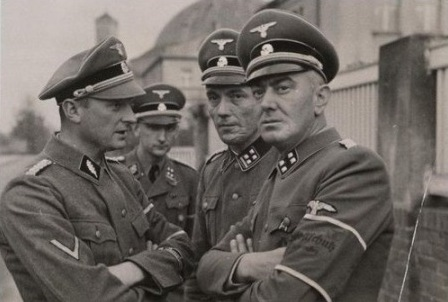
Dowódcy inspektoratów Selbstschutzu: SS-Standartenführer Ludolf Jacob von Alvensleben, SS-Obersturmbannführer Erich Spaarmann, SS-Obersturmbannführer Hans Kölzow, SS-Sturmbannführer Christian Schnug

Christian Schnug (ur. 28.01.1891, zm. ?) – SS-Sturmbannführer, szef Selbstschutzu w Bydgoszczy.

## Kariera
Nr. NSDAP 765 687. Nr. SS 25 748. Awans na SS-Sturmbannführera w dniu 30.01.1937 r. Od grudnia 1939 szef VI Inspektoratu Selbstschutzu z siedzibą w Bydgoszczy. Członek organizacji Lebensborn.